# Gabriel-Yvan Gagnon
Pour les articles homonymes, voir Gagnon.
Gabriel-Yvan Gagnon (né le 27 octobre 1951 à Forestville) est un homme politique québécois. Il a été député péquiste de Saguenay de 1994 au 16 septembre 2001.

## Biographie

### Jeunesse et formation
Gabriel-Yvan Gagnon est le fils de Gabriel Gagnon et de Thérèse Gagnon. Il est un ancien étudiant de l'Université Laval, il y a complété son droit en 1975, puis a été admis au Barreau du Québec dès l'année suivante.
De 1977 à 1978, il est secrétaire particulier adjoint du ministre des Transports du Québec. Il est par la suite greffier et directeur du contentieux à la Ville de Baie-Comeau de 1978 à 1994.
Il est vice-président, en 1981 et en 1982, et président, en 1983, du conseil d'administration du Centre hospitalier régional Baie-Comeau-Hauterive. De 1982 à 1984, il est coordonnateur de la protection civile à Hauterive. Il est également membre du conseil d'administration du Conseil régional de la santé et des services sociaux de la Côte-Nord de 1984 à 1987 et président en 1987.
Il s'implique auprès de la Corporation des officiers municipaux agréés du Québec en étant deuxième vice-président, en 1989 et en 1990, premier vice-président, en 1990 et en 1991, puis président, en 1991 et en 1992, du conseil d'administration. De 1990 à 1991, il est coordonnateur de la mission d'observation de l'élection dans le Département du Nord-Est, en Haïti, pour le compte de l'Organisation des États américains.

### Carrière politique
En 1994, il est élu député dans la circonscription provinciale de Saguenay pour le Parti québécois lors de l'élection générale. En 1998, il est de nouveau élu dans la même circonscription. Le 6 septembre 2001, il annonce sa démission de son poste de député, qui devient effective dix jours plus tard. Il redevient alors agent de développement économique pour la ville de Baie-Comeau, et ce, jusqu'en 2008. 

### Vie après la politique
En 2008, il devient représentant pour le service aérien Air liaison. Il est également membre du conseil d'administration de la Société de développement commercial Centre-ville-Le-Plateau depuis 2007. 